# Kołpak (motoryzacja)

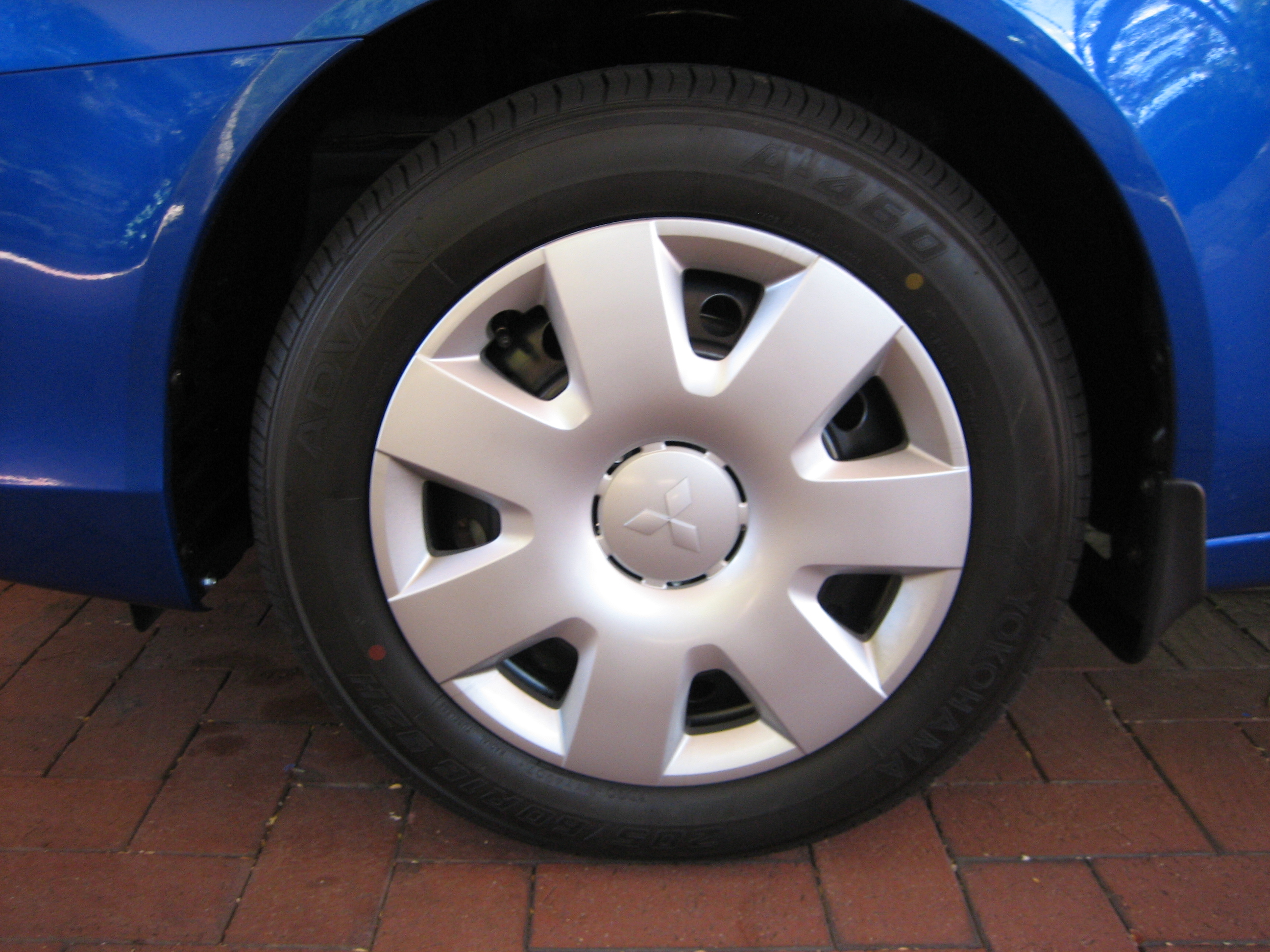
Koło z kołpakiem

Kołpak – osłona felgi samochodowej. Ma ona znaczenie estetyczne, chroni śruby oraz częściowo chroni felgę i elementy zawieszenia koła.
Kołpak może być wykonany z metalu lub tworzyw sztucznych. Mocowany jest na wcisk za pomocą zaczepów, poprzez przykręcenie śrubami do felgi lub za pomocą opaski zaciskowej.